# Нікола Крстович
Нікола Крстович (серб. Никола Крстовић; нар. 5 квітня 2000, Голубовці, ФР Югославія) — чорногорський футболіст, нападник італійського «Лечче» та національної збірної Чорногорії. Вважається одним з найперспективніших молодих футболістів Чорногорії.

## Клубна кар'єра

### «Зета»
23 квітня 2016 року дебютував на змаганнях за «Зета», де отримав футболку з 13-м ігровим номером. Він вийшов на заміну у другому таймі замість Філіпа Кукулічича в виїзному нічийному (1:1) поєдинку проти «Іскри» з Даниловграда, ставши наймолодшим гравцем, який коли-небудь виходив на поле у матчах Першої ліги Чорногорії у віці 16 років і 18 днів. До кінця Першої ліги Чорногорії 2015–2016 років Крстович грав ще в трьох матчах (усі з лави запасних), а клуб перебував у середині таблиці.
5 листопада 2016 року вперше зіграв у сезоні 2016/17 років, вийшов на поле в другому таймі переможного (1:0) домашньому поєдинку чемпіонату проти «Бокеля». У березні наступного року відзначився своїми першими голами, двічі забив у виїзному (3:0) переможному (3:0) поєдинку проти «Єдинства» (Бієло-Полє), що робить його першим гравцем, народженим у 2000-х роках, який відзначався голом у вищому дивізіоні чорногорського футболу. У своєму першому повному сезоні в «Зеті» Крстович зіграв у 19 матчах (усі в чемпіонаті) та відзначився 7-ма голами.
29 червня 2017 року вийшов у стартовому складі «Зети» у футболці з 9-м номером у програному (0:1) поєдинку у першому матчі першого кваліфікаційного раунду Ліги Європи УЄФА 2017/18 проти «Желєзнічара» (Сараєво). Тиждень по тому зрівняв рахунок у нічийному (2:2) домашньому матчі-відповіді. У жовтні того ж року зробив свій перший хет-трик у дорослому футболі й допоміг команді здобути домашню перемогу (4:2) над «Комом». Протягом сезону відзначився 15-ма голами в 39-ти матчах у всих турнірах.

### «Црвена Звезда»
25 лютого 2019 року підписав контракт до літа 2023 року (з можливістю продовження ще на один рік) з грандом сербського футболу, «Црвеною Звездою». Проте залишився в оренді у «Зети» до кінця сезону, у складі якої з 17 голами став найкращим бомбардиром Першої ліги Чорногорії.
19 серпня 2019 року дебютував за «Црвену Звезду» в поєдинку Суперліги проти «Младості» (Лучани), в якому замінив Мирко Іванича. У лютому 2020 року відправився в оренду до завершення сезону в столичний «Графичар».

### ДАК 1904 (Дунайська Стреда)
5 вересня 2021 року ДАК 1904 оголосив про підписання 4-річного контракту з Ніколою Крстовичем. Спортивний директор клубу Ян Ван Дале стверджував, що ДАК стежив за гравцем ще з юних років, коли гравець виступав у Чорногорії. У новій команді отримав футболку з 45-м ігровим номером. Після підписання контракту Нікола повідомив про свою радість, а також, ще цей перехід для нього є честю. Протягом двох років, попри юний вік, був основним гравцем команди й одним із її головних бомбардирів.

### «Лечче»
18 серпня 2023 року уклав чотирирічний контракт з італійським «Лечче».

## Кар'єра в збірній
Виступав за юнацьку (U-17) та молодіжну збірні Чорногорії. За молодіжну збірну дебютував у червні 2017 року в переможному (3:2) поєдинку 3-го туру Турніру пам'яті Валерія Лобановського проти Словенії, в якому відзначився 2-ма голами. У тому ж році відзначився голом у поєдинку кваліфікації молодіжного чемпіонату Європи 2019 року проти Болгарії, але чорногорці все ж поступилися з рахунком 1:3.
Навесні 2022 року 21-річний на той час нападник дебютував в іграх у складі національної збірної Чорногорії.

## Статистика виступів

### Статистика клубних виступів
Станом на 10 серпня 2021 року.
| Сезон             | Команда                     | Чемпіонат         | Чемпіонат | Чемпіонат | Нац. кубок | Нац. кубок | Нац. кубок | Конт. кубок | Конт. кубок | Конт. кубок | Інші кубки | Інші кубки | Інші кубки | Загалом | Загалом |
| Сезон             | Команда                     | Змаг              | Матчі     | Голи      | Змаг       | Матчі      | Голи       | Змаг        | Матчі       | Голи        | Змаг       | Матчі      | Голи       | Матчі   | Голи    |
| ----------------- | --------------------------- | ----------------- | --------- | --------- | ---------- | ---------- | ---------- | ----------- | ----------- | ----------- | ---------- | ---------- | ---------- | ------- | ------- |
| 2015-2016         | «Зета»                      | 1Л                | 4         | 0         | КЧ         | 0          | 0          |             | -           | -           |            | -          | -          | 4       | 0       |
| 2016-2017         | «Зета»                      | 1Л                | 19        | 7         | КЧ         | 0          | 0          |             | -           | -           |            | -          | -          | 19      | 7       |
| 2017-2018         | «Зета»                      | 1Л                | 36        | 13        | КЧ         | 0          | 0          | ЛЄУ         | 2           | 1           |            | -          | -          | 38      | 14      |
| 2018-2019         | «Зета»                      | 1Л                | 33        | 17        | КЧ         | 1          | 0          |             | -           | -           |            | -          | -          | 34      | 17      |
| 2019-січ. 2020    | «Црвена Звезда»             | СЛ                | 6         | 0         | КС         | 0          | 0          | ЛЧУ         | 0           | 0           |            | -          | -          | 6       | 0       |
| січ.-лип. 2020    | «Графичар» (Белград)        | 1Л                | 6         | 2         | КС         | 0          | 0          |             | -           | -           |            | -          | -          | 6       | 2       |
| 2020-2021         | «Црвена Звезда»             | СЛ                | 11        | 1         | КС         | 2          | 1          | ЛЧУ+ЛЄУ     | 0+0         | 0+0         |            | -          | -          | 13      | 2       |
| сер.-вер. 2021    | «Црвена Звезда»             | СЛ                | 4         | 1         | КС         | 0          | 0          | ЛЧУ+ЛЄУ     | 3+1         | 0           |            | -          | -          | 8       | 1       |
| 2021-2022         | ДАК 1904 (Дунайська Стреда) | СЛ                | 4         | 1         | КС         | 0          | 0          |             | -           | -           |            | -          | -          | 4       | 1       |
| Усього за кар'єру | Усього за кар'єру           | Усього за кар'єру | 123       | 42        |            | 3          | 1          |             | 6           | 1           |            | -          | -          | 132     | 44      |

### Статистика виступів за збірну
Станом на 18 серпня 2023 року.
| Дата       | Місто     | Господарі  | Результат | Гості                | Турнір                               | Голи | Примітки |
| ---------- | --------- | ---------- | --------- | -------------------- | ------------------------------------ | ---- | -------- |
| 28-3-2022  | Подгориця | Чорногорія | 1 – 0     | Греція               | товариський матч                     | -    | 62'      |
| 11-6-2022  | Подгориця | Чорногорія | 1 – 1     | Боснія і Герцеговина | Ліга націй УЄФА 2022-2023 - 1-й етап | -    | 67'      |
| 14-6-2022  | Бухарест  | Румунія    | 0 – 3     | Чорногорія           | Ліга націй УЄФА 2022-2023 - 1-й етап | -    | 88'      |
| 17-11-2022 | Подгориця | Чорногорія | 2 – 2     | Словаччина           | товариський матч                     | -    | 90'      |
| 20-11-2022 | Любляна   | Словенія   | 1 – 0     | Чорногорія           | товариський матч                     | -    | 70'      |
| 24-3-2023  | Разград   | Болгарія   | 0 – 1     | Чорногорія           | Відбір до ЧЄ 2024                    | 1    | 71'      |
| 27-3-2023  | Подгориця | Чорногорія | 0 – 2     | Сербія               | Відбір до ЧЄ 2024                    | -    | 26'      |
| 17-6-2023  | Подгориця | Чорногорія | 0 – 0     | Угорщина             | Відбір до ЧЄ 2024                    | -    | 72'      |
| 20-6-2023  | Подгориця | Чорногорія | 1 – 4     | Чехія                | товариський матч                     | -    | 58'      |
| Усього     |           | Матчів     | 9         |                      | Голів                                | 1    |          |

## Досягнення

### Клубні
«Црвена Звезда»
- Суперліга Сербії
  -  Чемпіон (1): 2020/21

- Кубок Сербії
  -  Володар (1): 2020/21

### Індивідуальні
«Зета»
- Найкращий бомбардир Першої ліги Чорногорії (1): 2018/19 (17 голів)

ДАК 1904
- Найкращий бомбардир Словацької Суперліги (1): 2022/23 (18 голів)